# The Ed Sullivan Show
The Ed Sullivan Show war eine amerikanische Fernseh-Varieté-Show, die vom 20. Juni 1948 bis zum 28. März 1971 auf CBS lief und von dem New Yorker Unterhaltungskolumnisten Ed Sullivan moderiert wurde. Sie wurde im September 1971 durch CBS Sunday Night Movie ersetzt. Bis 1955 lautete der offizielle Name Toast of the Town.
Insgesamt wurden zwischen 1948 und 1971 1068 Ausgaben der Ed Sullivan Show ausgestrahlt, wobei jede Show 60 Minuten dauerte.
In der Show am Sonntagabend von 20–21 Uhr (Eastern Time) traten regelmäßig vielversprechende Talente wie Elvis Presley oder die The Beatles (1964) im Ed Sullivan Theater auf. Viele Stars und Bands verdankten vor allem ihrem Auftritt in dieser Show einen Bekanntheitsschub, darunter die Supremes, die Jackson Five, die Doors, Janis Joplin, Neil Diamond, Jefferson Airplane oder die Rolling Stones. Buddy Holly and The Crickets waren bereits 1958 dort aufgetreten.
Im Jahr 2002 wurde die Ed Sullivan Show auf Platz 15 der 50 größten Fernsehsendungen aller Zeiten von TV Guide gewählt. Im Jahr 2013 belegte die Serie Platz 31 der 60 besten Serien aller Zeiten des TV Guide Magazine.